# Concerto pour orchestre d'Hindemith
Pour les articles homonymes, voir Concerto pour orchestre.
Le Concerto pour orchestre op. 38 du compositeur allemand Paul Hindemith a été composé en 1925. Il fut créé la même année à Duisbourg sous la direction de P. Scheinpflug. Le concerto comporte quatre mouvements et dure environ 17 minutes.
Dans ce concerto, Hindemith semble effectuer une synthèse entre d'une part le style des Kammermusiken (musique de chambre) - cycle d'œuvres pour petit ensemble instrumentale composé quelques années auparavant - et, d'autre part la technique de la musique baroque notamment de Johann Sebastian Bach.
Les quatre mouvements sont :
1. Mit Kraft Massig Schnelle Viertel
2. Sehr Schnelle Halbe
3. Marsch Fur Holzblaser (Nicht Zu Langsam Viertel)
4. Basso Ostinato